# 2006年の音楽
2006年の音楽（2006ねんのおんがく）では、2006年の音楽分野に関する動向をまとめる。
2005年の音楽-2006年の音楽-2007年の音楽

## 洋楽シングル
- ビヨンセ & Jay-Z : デジャヴ
- クリス・ブラウン & Juelz Santana : Run it!
- Christina Aguilera : Ain't No Other Man
- Christina Aguilera : ハート
- エヴァネセンス : Call Me When You're Sober
- ファーギー : London Bridge
- Gnarls Barkley : Crazy
- Gwen Stefani: Wind It Up|Wind it up
- Justin Timberlake : SexyBack
- Justin Timberlake : マイ・ラヴ
- ケリー・クラークソン : Because of You
- My Chemical Romance : Welcome to the Black Parade
- ニーヨ : ソー・シック
- ネリー・ファータド & ティンバランド : Promiscuous

## 洋楽アルバム
- ビヨンセ『ビー・デイ』
- クリスティーナ・アギレラ : Back to Basics
- Dixie Chicks : Taking the long way
- Evanescence : 'The Open Door|The open door
- ファーギー : The Dutchess
- Gnarls Barkley: St. Elsewhere
- OST『ハイスクール・ミュージカル サウンドトラック』
- Iron Maiden : A Matter of Life and Death|A matter of life & death
- Jack Johnson : Sing-A-Longs and Lullabies for the film Curious George
- ジョニー・キャッシュ : American V: A Hundred Highways
- Justin Timberlake : 'FutureSex/LoveSounds
- Mary J Blige : The Breakthrough
- ミューズ : Black Holes and Revelations
- My Chemical Romance: The Black Parade
- ネリー・ファータド『ルース』
- ピンク : I'm Not Dead
- プリンス : 3121

## 邦楽シングル (日本のデータ)
- 2007年度より年間チャートの集計期間が変更されるため、この年のみ通常より3週間分集計期間が長い。
- この年デビューしたKAT-TUNのデビューシングルがミリオンセラーとなり、3年ぶりにシングルミリオンセラー（年間チャート内）が誕生。この年発売したシングルはすべて年間TOP20入りした。
- 前年末発売の「青春アミーゴ」が2年連続で年間TOP3入り。2年がかりでミリオンセラーを達成した。
- 爆発的ヒットはKAT-TUNの『Real Face』に限られたが、ロングヒットとなる作品が多く見られた。
  - レミオロメンの「粉雪」がロングヒット。週間チャートでは最高位2位であるものの、年間チャートでも2位を記録した。
  - TOKIOの「宙船 (そらふね)」がロングヒット。デビュー13年目にして、デビュー作に次ぐ約47万枚のヒット作となった。
  - 湘南乃風の「純恋歌」、コブクロの「桜」もロングヒット。2009年ごろまでカラオケチャートでも常に上位に登場した。
- 前年大ヒットした映画「NANA」の中島美嘉と伊藤由奈に続いて、女優沢尻エリカがドラマ「タイヨウのうた」の役名Kaoru Amane名義でデビュー。2週連続1位となる大ヒットを記録し、年間トップ10入りを果たす。

### 邦楽年間TOP50
※集計期間 2005年12月5日付 - 2006年12月18日付
集計会社 オリコン
- 1位 KAT-TUN：「Real Face」
- 2位 レミオロメン：「粉雪」
- 3位 修二と彰：「青春アミーゴ」
- 4位 山下智久：「抱いてセニョリータ」
- 5位 KAT-TUN：「SIGNAL」
- 6位 EXILE：「ただ…逢いたくて」
- 7位 Mr.Children：「しるし」
- 8位 湘南乃風：「純恋歌」
- 9位 BUMP OF CHICKEN：「supernova／カルマ」
- 10位 Kaoru Amane：「タイヨウのうた」
- 11位 SMAP：「Dear WOMAN」
- 12位 Mr.Children：「箒星」
- 13位 KAT-TUN：「僕らの街で」
- 14位 倖田來未：「4 hot wave」
- 15位 TOKIO：「宙船 (そらふね)／do! do! do!」
- 16位 福山雅治：「milk tea／美しき花」
- 17位 ケツメイシ：「旅人」
- 18位 SMAP：「Triangle」
- 19位 B'z：「SPLASH!」
- 20位 KinKi Kids：「SNOW! SNOW! SNOW!」
- 21位 KinKi Kids：「夏模様」
- 22位 B'z：「衝動」
- 23位 Bank Band：「to U」
- 24位 タッキー&翼：「Venus」
- 25位 GYM：「フィーバーとフューチャー」
- 26位 倖田來未：「夢のうた／ふたりで…」
- 27位 SMAP：「ありがとう」
- 28位 倖田來未：「恋のつぼみ」
- 29位 KinKi Kids：「Harmony of December」
- 30位 コブクロ：「桜」
- 31位 堂本光一：「Deep in your heart／+MILLION but -LOVE」
- 32位 浜崎あゆみ：「BLUE BIRD」
- 33位 B'z：「ゆるぎないものひとつ」
- 34位 絢香 ayaka：「I believe」
- 35位 BUMP OF CHICKEN：「涙のふるさと」
- 36位 YUI for 雨音薫：「Good-bye days」
- 37位 手嶌葵：「テルーの唄」
- 38位 サザンオールスターズ：「DIRTY OLD MAN 〜さらば夏よ〜」
- 39位 NEWS：「サヤエンドウ／裸足のシンデレラボーイ」
- 40位 ORANGE RANGE：「チャンピオーネ」
- 41位 DJ OZMA：「アゲ♂アゲ♂EVERY☆騎士」
- 42位 伊藤由奈：「Precious」
- 43位 GLAY feat. KYOSUKE HIMURO：「ANSWER」
- 44位 ポルノグラフィティ：「ハネウマライダー」
- 45位 嵐：「きっと大丈夫」
- 46位 関ジャニ∞：「∞SAKAおばちゃんROCK／大阪ロマネスク」
- 47位 K：「Only Human」
- 48位 Aqua Timez：「決意の朝に」
- 49位 絢香：「三日月」
- 50位 倖田來未：「you」

### インディーズシングル年間10
- 1位 ELLEGARDEN「Space Sonic」
- 2位 ELLEGARDEN「Salamander」
- 3位 川嶋あい「Dear/旅立ちの日に…」
- 4位 AKB48「桜の花びらたち」
- 5位 サスケ「卒業の日」
- 6位 AcQuA-E.P.「禊-MISOGI-」
- 7位 シド「御手紙」
- 8位 矢井田瞳「Go my way」
- 9位 Ken「Speed」
- 10位 シド「chapter 1」

## 総合アルバム（邦楽・洋楽　日本のデータ）
- 平井堅初のベストアルバムがダブルミリオンの大ヒット。
- アルバムのミリオンセラーは、前年持ち直して10作だったのに対し、この年は6作と再び10作を割った。
- 倖田來未の2作目のベストアルバムが、前年の初ベストを上回るヒット。
- 年間TOP10中にベストアルバムが5作と依然多い中、Def Techのオリジナルアルバムが120万枚を超えるヒットを記録。また年度末発表の絢香の1stオリジナルアルバムも、翌年度売上を含めると100万枚を超え、6位の中島美嘉と同等のヒットとなる。
- オムニバスアルバムの『Beautiful Songs 〜ココロ デ キク ウタ〜』がロングヒット。後に続編も発売された。

### 総合年間TOP50
※集計期間 2005年12月5日付 - 2006年12月18日付
集計会社 オリコン
- 1位 平井堅：『Ken Hirai 10th Anniversary Complete Single Collection '95-'05 歌バカ』
- 2位 倖田來未：『BEST 〜second session〜』
- 3位 コブクロ：『ALL SINGLES BEST』
- 4位 Def Tech：『Catch The Wave』
- 5位 B'z：『B'z The Best "Pleasure II"』
- 6位 中島美嘉：『BEST』
- 7位 宇多田ヒカル：『ULTRA BLUE』
- 8位 浜崎あゆみ：『(miss)understood』
- 9位 コブクロ：『NAMELESS WORLD』
- 10位 大塚愛：『LOVE COOK』
- 11位 KAT-TUN：『Best of KAT-TUN』
- 12位 Various Artists：『Beautiful Songs 〜ココロ デ キク ウタ〜』
- 13位 絢香：『First Message』
- 14位 スピッツ：『CYCLE HIT 1991-1997 Spitz Complete Single Collection』
- 15位 Aqua Timez：『空いっぱいに奏でる祈り』
- 16位 レミオロメン：『HORIZON』
- 17位 倖田來未：『Best 〜first things〜』
- 18位 ダニエル・パウター：『ダニエル・パウター』
- 19位 スピッツ：『CYCLE HIT 1997-2005 Spitz Complete Single Collection』
- 20位 B'z：『MONSTER』
- 21位 EXILE：『ASIA』
- 22位 浜崎あゆみ：『Secret』
- 23位 BONNIE PINK：『Every Single Day -Complete BONNIE PINK（1995-2006）-』
- 24位 DREAMS COME TRUE：『THE LOVE ROCKS』
- 25位 HY：『Confidence』
- 26位 ZARD：『Golden Best 〜15th Anniversary〜』
- 27位 アンジェラ・アキ：『Home』
- 28位 aiko：『彼女』
- 29位 湘南乃風：『湘南乃風 〜Riders High〜』
- 30位 SMAP：『Pop Up! SMAP』
- 31位 BoA：『OUTGROW』
- 32位 エミネム：『カーテンコール。 〜ザ・ヒッツ』
- 33位 CHEMISTRY：『ALL THE BEST』
- 34位 エンヤ：『アマランタイン』
- 35位 レッド・ホット・チリ・ペッパーズ：『ステイディアム・アーケイディアム』
- 36位 サラ・ブライトマン：『輝けるディーヴァ 〜ベスト・オブ・サラ・ブライトマン〜』
- 37位 マドンナ：『コンフェッションズ・オン・ア・ダンスフロア』
- 38位 YUKI：『Wave』
- 39位 ELLEGARDEN：『ELEVEN FIRE CRACKERS』
- 40位 ジェームス・ブラント：『バック・トゥ・ベッドラム』
- 41位 一青窈：『BESTYO』
- 42位 Def Tech：『Def Tech』
- 43位 SEAMO：『Live Goes On』
- 44位 東京事変：『大人 (アダルト)』
- 45位 ファーギー FROM ブラック・アイド・ピーズ：『プリンセス・ファーギー：The Dutchness』
- 46位 mihimaru GT：『mihimagic』
- 47位 ゆず：『リボン』
- 48位 ASIAN KUNG-FU GENERATION：『ファンクラブ』
- 49位 德永英明：『VOCALIST 2』
- 50位 Crystal Kay：『Call me Miss...』

### インディーズアルバム年間10
- 1位 Def Tech「Catch The Wave」
- 2位 Aqua Timez「空いっぱいに奏でる祈り」
- 3位 HY「Confidence」
- 4位 ELLEGARDEN「ELEVEN FIRE CRACKERS」
- 5位 Def Tech「Def Tech」
- 6位 MONGOL800「Daniel」
- 7位 ELLEGARDEN「RIOT ON THE GRILL」
- 8位 ELLEGARDEN「Pepperoni Quattro」
- 9位 ELLEGARDEN「BRING YOUR BOARD!!」
- 10位 Def Tech「Lokahi Lani」

## 音楽配信 (日本のデータ)
集計 日本レコード協会
- NTTドコモが当年6月7日に着うたフルサービスを開始。04年11月のKDDI、05年8月のソフトバンクモバイルに続き、最大手のドコモ社がフル配信参入したことにより、シングルCDからフル配信への市場移行が急加速することとなった。着うたフルの売上件数は前年比約2.5倍の55百万件[1]となり、シングルCD（67百万枚）に次ぐ第2メディアに成長した。
- 結果として、本年配信開始分で下記7作のフル配信ミリオンが達成された。（下記計数には翌年以降の売上も一部含まれる）
  - 絢香『三日月』（着うたフル100万DL、PC配信25万DL）　※フル合算2百万DL
  - AI『Story』（着うたフル100万DL、PC配信25万DL）　※フル合算2百万DL。なおCDでの初出は2005年。
  - SEAMO『マタアイマショウ』（着うたフル100万DL）
  - Aqua Timez『千の夜をこえて』　※フル合算100万DL
  - スキマスイッチ『奏（かなで）』　※フル合算100万DL
  - mihimaru GT『気分上々↑↑』　※フル合算100万DL
  - DJ OZMA『アゲ♂アゲ♂EVERY☆騎士』　※フル合算100万DL
- その他、フル配信ではないものの着うたも引き続き好調であり、200万DLを超える作品も存在した。
- 最大手の「レーベルモバイル」（現・レコチョク）における着うたの年間1位は湘南乃風『純恋歌』、着うたフルの年間1位はコブクロ『桜』であった[2]。

着うた®年間
- 1位 湘南乃風「純恋歌」
- 2位 レミオロメン「粉雪」
- 3位 EXILE「ただ…逢いたくて」
- 4位 倖田來未「恋のつぼみ」
- 5位 伊藤由奈「Precious」

着うたフル®年間
- 1位 コブクロ「桜」
- 2位 SEAMO「マタアイマショウ」
- 3位 絢香「三日月」
- 4位 Kaoru Amane「タイヨウのうた」
- 5位 倖田來未「恋のつぼみ」

mora年間
- 1位 絢香「三日月」
- 2位 EXILE「ただ…逢いたくて」
- 3位 大塚愛「プラネタリウム」
- 4位 絢香「I believe」
- 5位 レミオロメン「太陽の下」

着信メロディ年間
- 1位 レミオロメン「粉雪」
- 2位 EXILE「ただ…逢いたくて」
- 3位 SMAP「Dear WOMAN」
- 4位 コブクロ「桜」
- 5位 修二と彰「青春アミーゴ」

### 音楽配信ゴールド認定シングル
| 作品名                                                     | 認定月     |
| 2ミリオン                                                  | 2ミリオン  |
| ---------------------------------------------------------- | ---------- |
| 倖田來未「恋のつぼみ」                                     | 2006年8月  |
| SEAMO「マタアイマショウ」                                  | 2007年1月  |
| DJ OZMA「アゲ♂アゲ♂EVERY☆騎士」                            | 2007年1月  |
| 絢香「三日月」                                             | 2007年2月  |
| EXILE「Lovers Again」                                      | 2012年1月  |
| ミリオン                                                   |            |
| AI「Believe」                                              | 2006年8月  |
| 絢香「I believe」                                          | 2006年8月  |
| 伊藤由奈「Precious」                                       | 2006年8月  |
| BONNIE PINK「A Perfect Sky」                               | 2006年8月  |
| mihimaru GT「気分上々↑↑」                                  | 2006年8月  |
| 大塚愛「ユメクイ」                                         | 2006年9月  |
| EXILE&倖田來未「WON'T BE LONG」                            | 2006年11月 |
| 倖田來未「夢のうた」                                       | 2006年11月 |
| SEAMO「ルパン・ザ・ファイヤー」                            | 2007年1月  |
| TOKIO「宙船」                                              | 2007年1月  |
| 倖田來未「運命」                                           | 2007年11月 |
| Aqua Timez「千の夜をこえて」                               | 2014年4月  |
| トリプル・プラチナ                                         |            |
| 宇多田ヒカル「Keep Tryin'」                                | 2006年8月  |
| 大塚愛「フレンジャー」                                     | 2006年8月  |
| 倖田來未「Someday」                                        | 2006年8月  |
| 倖田來未「I'll be there」                                  | 2006年8月  |
| 浜崎あゆみ「BLUE BIRD」                                    | 2006年8月  |
| YUI for 雨音薫「Good-bye days」                            | 2006年8月  |
| Kaoru Amane「タイヨウのうた」                              | 2006年9月  |
| 大塚愛「恋愛写真」                                         | 2006年11月 |
| レミオロメン「太陽の下」                                   | 2006年12月 |
| ORANGE RANGE「DANCE2 feat. ソイソース」                    | 2007年1月  |
| 絢香「Real voice」                                         | 2007年2月  |
| Aqua Timez「決意の朝に」                                   | 2007年8月  |
| AKB48「会いたかった」                                      | 2014年1月  |
| いきものがかり「SAKURA」                                   | 2016年10月 |
| ダブル・プラチナ                                           |            |
| 倖田來未「No Regret」                                      | 2006年8月  |
| 倖田來未「WIND」                                           | 2006年8月  |
| 柴咲コウ「影」                                             | 2006年8月  |
| BoA「Everlasting」                                         | 2006年8月  |
| BoA「七色の明日 〜brand new beat〜」                       | 2006年8月  |
| ポルノグラフィティ「ハネウマライダー」                     | 2006年8月  |
| MEGARYU「Day by Day」                                      | 2006年8月  |
| MONKEY MAJIK「Around The World」                           | 2006年8月  |
| 木村カエラ「Magic Music」                                  | 2006年10月 |
| 倖田來未「ふたりで…」                                      | 2006年10月 |
| 木村カエラ「TREE CLIMBERS」                                | 2006年11月 |
| BoA「Winter Love」                                         | 2006年11月 |
| NANA starring MIKA NAKASHIMA「一色」                       | 2007年1月  |
| ファーギー「ロンドン・ブリッジ」                           | 2007年1月  |
| コブクロ「君という名の翼」                                 | 2007年2月  |
| ORANGE RANGE「SAYONARA」                                   | 2007年8月  |
| ニーヨ「ソー・シック」                                     | 2007年8月  |
| レッド・ホット・チリ・ペッパーズ「ダニー・カリフォルニア」 | 2008年1月  |
| JUJU「奇跡を望むなら...」                                  | 2015年4月  |
| UVERworld「君の好きなうた」                                | 2017年8月  |
| プラチナ                                                   |            |
| SunSet Swish「マイペース」                                 | 2007年1月  |
| アンジェラ・アキ「This Love」                              | 2007年8月  |
| 宇多田ヒカル「This Is Love」                               | 2009年12月 |
| UVERworld「SHAMROCK」                                      | 2010年2月  |
| RADWIMPS「ふたりごと」                                     | 2010年5月  |
| 浜崎あゆみ「JEWEL」                                        | 2011年3月  |
| コブクロ「君という名の翼」                                 | 2011年6月  |
| EXILE「Everything」                                        | 2014年1月  |
| 奥華子「ガーネット」                                       | 2014年1月  |
| ORANGE RANGE「チャンピオーネ」                             | 2014年1月  |
| スキマスイッチ「ボクノート」                               | 2014年1月  |
| チャットモンチー「シャングリラ」                           | 2014年1月  |
| 中村中「友達の詩」                                         | 2014年7月  |
| いきものがかり「コイスルオトメ」                           | 2015年11月 |
| DJ OZMA「純情 〜スンジョン〜」                             | 2016年2月  |
| FLOW「COLORS」                                             | 2016年5月  |
| RADWIMPS「最大公約数」                                     | 2016年12月 |
| 水樹奈々「ETERNAL BLAZE」                                  | 2019年1月  |
| ゴールド                                                   |            |
| L'Arc〜en〜Ciel「the Fourth Avenue Cafe」                  | 2014年3月  |
| ASIAN KUNG-FU GENERATION「或る街の群青」                   | 2023年5月  |

### ストリーミング認定シングル
| 作品名                                          | 認定月     |
| ゴールド                                        | ゴールド   |
| ----------------------------------------------- | ---------- |
| 絢香「三日月」                                  | 2021年9月  |
| RADWIMPS「トレモロ」                            | 2021年10月 |
| RADWIMPS「ふたりごと (一生に一度のワープver.)」 | 2022年7月  |
| RADWIMPS「セプテンバーさん」                    | 2022年8月  |
| RADWIMPS「いいんですか？」                      | 2022年8月  |
| RADWIMPS「05410-（ん）」                        | 2022年12月 |
| Mr.Children「しるし」                           | 2023年5月  |
| シルバー                                        |            |
| RADWIMPS「有心論」                              | 2021年3月  |

## DVD (日本のデータ)
※集計期間 2005年12月5日付 - 2006年12月18日付
- 1位 KAT-TUN - 『Real Face Film』
- 2位 SMAP - 『SMAPとイッちゃった! SMAP SAMPLE TOUR 2005』
- 3位 ケツメイシ - 『ケツの穴 〜中級篇〜』
- 4位 SMAP - 『Pop Up! SMAP LIVE! 思ったより飛んじゃいました! ツアー』
- 5位 KAT-TUN・関ジャニ∞ - 『DREAM BOYS』
- 6位 Mr.Children - 『MR.CHILDREN DOME TOUR 2005 "I ♥ U" 〜FINAL IN TOKYO DOME〜』
- 7位 倖田來未 - 『secret 〜FIRST CLASS LIMITED LIVE〜』
- 8位 関ジャニ∞ - 『Spirits!!』
- 9位 関ジャニ∞ - 『Heat up!』
- 10位 安室奈美恵 - 『FILMOGRAPHY 2001-2005』
- 11位 KAT-TUN - 『KAT-TUN Live 海賊帆』
- 12位 EXILE - 『EXILE LIVE TOUR 2005 〜PERFECT LIVE "ASIA"〜』
- 13位 大塚愛 - 『LOVE COOK Tour 2006 〜マスカラ毎日つけてマスカラ〜at Osaka-Jo Hall on 9th of May 2006』
- 14位 倖田來未 - 『LIVE TOUR 2005 〜first things〜 deluxe edition』
- 15位 ORANGE RANGE - 『LIVE musiQ 〜from LIVE TOUR 005"musiQ"at MAKUHARI MESSE 2005.04.01〜』
- 16位 堂本光一 - 『Endless SHOCK』
- 17位 ZARD - 『ZARD Le Portfolio 1991-2006』
- 18位 BUMP OF CHICKEN - 『人形劇ギルド』
- 19位 安室奈美恵 - 『Space of Hip-Pop -namie amuro tour 2005-』
- 20位 ELLEGARDEN - 『Doggy Bags』
- 21位 サザンオールスターズ - 『FILM KILLER STREET (Director's Cut) & LIVE at TOKYO DOME』
- 22位 V6 - 『10th Anniversary CONCERT TOUR 2005 "musicmind"』
- 23位 L'Arc〜en〜Ciel - 『AWAKE TOUR 2005』
- 24位 Bank Band with Guest Artists&Mr.Children - 『ap bank fes '05』
- 25位 浜崎あゆみ - 『ayumi hamasaki ARENA TOUR 2006 A 〜 (miss) understood〜』
- 26位 浜崎あゆみ - 『ayumi hamasaki COUNTDOWN LIVE 2005-2006 A』
- 27位 KAT-TUN - 『お客様は神サマーConcert 55万人愛のリクエストに応えて!!』
- 28位 中島美嘉 - 『BEST』
- 29位 L'Arc〜en〜Ciel - 『ASIALIVE 2005』
- 30位 東京事変 - 『Just can't help it.』
- 31位 BENNIE K - 『Trippin' Channel -LIVE Japana-rhythm-』
- 32位 コブクロ - 『KOBUKURO LIVE at 武道館 NAMELESS WORLD』
- 33位 福山雅治 - 『FUKUYAMA MASAHARU 15TH ANNIVERSARY SPECIAL DVD-BOX "また逢おう!またやろうな!!"』
- 34位 GLAY - 『Re-birth 〜ROCK'N' ROLL SWINDLE at NIPPONBUDOUKAN〜』
- 35位 大塚愛 - 『JAM PUNCH TOUR 2005〜コンドルのパンツがくいコンドル〜at Tokyo International Forum Hall A on 1st of June 2005』
- 36位 アヴリル・ラヴィーン - 『ボーンズ・ツアー2005 ライヴ・アット・武道館』
- 37位 WaT - 『WaT ENTERTAINMENT SHOW 2006 ACT "do" LIVE Vol.4』
- 38位 デスティニーズ・チャイルド - 『ライヴ・イン・アトランタ』
- 39位 ゆず - 『Live Films リボン』
- 40位 aiko - 『ウタウイヌ3』
- 41位 ポルノグラフィティ - 『7th LIVE CIRCUIT "SWITCH" 2005』
- 42位 ORANGE RANGE - 『LIVE ИATURAL 〜from LIVE TOUR 005"ИATURAL"at YOKOHAMA ARENA 2005.12.13〜』
- 43位 宇多田ヒカル - 『UTADA HIKARU SINGLE CLIP COLLECTION VOL.4 UH4』
- 44位 YUKI - 『ユキライブ YUKI TOUR "joy" 2005年5月20日 日本武道館』
- 45位 関ジャニ∞ - 『Excite!!』
- 46位 T.M.Revolution - 『10th Anniversary Complete Visual Collection of T.M.Revolution『1000000000000』-billion-』
- 47位 Various Artists - 『SUMMARY of Johnnys World』
- 48位 モーニング娘。 - 『モーニング娘。コンサートツアー2006春 〜レインボーセブン〜』
- 49位 長渕剛 - 『YAMATO 大和魂』
- 50位 モーニング娘。 - 『モーニング娘。コンサートツアー2005夏秋『バリバリ教室 〜小春ちゃんいらっしゃい!〜』』

Category:2006年のライブ・ビデオを参照

## カラオケ年間50 (日本のデータ)
※集計期間 2005年12月5日付 - 2006年12月18日付
- 1位 修二と彰「青春アミーゴ」
- 2位 コブクロ「桜」
- 3位 レミオロメン「粉雪」
- 4位 湘南乃風「純恋歌」
- 5位 一青窈「ハナミズキ」
- 6位 倖田來未「キューティーハニー」
- 7位 AI「Story」
- 8位 夏川りみ「涙そうそう」
- 9位 大塚愛「プラネタリウム」
- 10位 コブクロ「ここにしか咲かない花」
- 11位 ケツメイシ「さくら」
- 12位 NANA starring MIKA NAKASHIMA「GLAMOROUS SKY」
- 13位 ORANGE RANGE「花」
- 14位 倖田來未「Butterfly」
- 15位 倖田來未「you」
- 16位 レミオロメン「3月9日」
- 17位 大塚愛「さくらんぼ」
- 18位 浜圭介と桂銀淑「北空港」
- 19位 木の実ナナ&五木ひろし「居酒屋」
- 20位 石原裕次郎「北の旅人」
- 21位 石川さゆり「天城越え」
- 22位 倖田來未「恋のつぼみ」
- 23位 都はるみ・宮崎雅「ふたりの大阪」
- 24位 吉幾三「酒よ」
- 25位 Aqua Timez「等身大のラブソング」
- 26位 岩崎良美「タッチ」
- 27位 スピッツ「チェリー」
- 28位 水森かおり「熊野古道」
- 29位 KAT-TUN「Real Face」
- 30位 倖田來未「Someday」
- 31位 尾崎豊「I LOVE YOU」
- 32位 HY「AM11:00」
- 33位 香西かおり「最北航路」
- 34位 平井堅「POP STAR」
- 35位 TOKIO「宙船」
- 36位 SEAMO「マタアイマショウ」
- 37位 REIRA starring YUNA ITO「ENDLESS STORY」
- 38位 山下智久「抱いてセニョリータ」
- 39位 中島美嘉「雪の華」
- 40位 Kaoru Amane「タイヨウのうた」
- 41位 SMAP「世界に一つだけの花」
- 42位 絢香 ayaka「I believe」
- 43位 HY「NAO」
- 44位 絢香「三日月」
- 45位 大川栄策「さざんかの宿」
- 46位 Aqua Timez「決意の朝に」
- 47位 DJ OZMA「アゲ♂アゲ♂EVERY☆騎士」
- 48位 アン・ルイス「あゝ無情」
- 49位 HY「Song for･･･」
- 50位 大塚愛「フレンジャー」

## 各チャート1位曲
- Template:オリコン週間シングルチャート第1位 2006年
- Template:オリコン週間アルバムチャート第1位 2006年
- Template:オリコン週間アニメシングルチャート第1位 2006年

## イベント

### ライブ
- 8月5日～8月6日 - 氷室京介とGLAYによるKYOSUKE HIMURO+GLAY 2006 at AJINOMOTO-STADIUM "SWING ADDICTION"開催。
- 8月24日～8月27日 - 極東NEVERLAND（富士急ハイランド、山梨県）で「氣志團万博2006」開催。
- 8月26日、8月27日 - 浜名湖ガーデンパーク（静岡県、野外）で桑田佳祐発起人による「THE 夢人島 Fes.2006」開催。
- 9月23日 - 吉田拓郎、かぐや姫らによる「吉田拓郎 & かぐや姫 Concert in つま恋 2006」が1975年以来31年ぶりに開催、NHKデジタル衛星ハイビジョンにて生放送された。
- 10月21日 - SCHOOL OF LOCK!×ゆずの学園祭「ホイッスルソング」が日比谷野外音楽堂で開催。

| 開催日                                      | タイトル・備考                                                                    |
| ------------------------------------------- | --------------------------------------------------------------------------------- |
| 4月1日・2日                                 | パンクスプリング 2006（初回）                                                     |
| 4月29日・30日                               | ARABAKI ROCK FEST.06                                                              |
| 5月13日・14日                               | FM802 & SPACE SHOWER TV presents SWEET LOVE SHOWER 2006 SPRING                    |
| 5月21日                                     | THE GREENROOM FESTIVAL '06                                                        |
| 6月3日・4日                                 | TAICOCLUB '06（初回）                                                             |
| 7月1日・2日                                 | 第24回ピースフルラブ・ロックフェスティバル2006                                    |
| 7月8日                                      | Animelo Summer Live 2006 -OUTRIDE-                                                |
| 7月9日                                      | 湘南音祭 Vol.0.9                                                                  |
| 7月15日・16日・17日                         | ap bank fes '06                                                                   |
| 7月22日                                     | Augusta Camp 2006                                                                 |
| 7月22日・23日                               | ウドー・ミュージック・フェスティバル（一回限りの開催）                            |
| 7月22日・23日                               | SETSTOCK 2006                                                                     |
| 7月23日                                     | FM802 MEET THE WORLD BEAT 2006                                                    |
| 7月28日・29日・30日                         | FUJI ROCK FESTIVAL 2006                                                           |
| 7月29日                                     | AOMORI ROCK FESTIVAL '06（初回）                                                  |
| 7月29日・30日                               | HIGHER GROUND 2006                                                                |
| 7月29日・8月5日 12日・19日・20日 26日・27日 | a-nation 2006                                                                     |
| 8月1日〜9月3日                              | TREASURE05X 2006                                                                  |
| 8月4日・5日・6日                            | ROCK IN JAPAN FESTIVAL 2006                                                       |
| 8月4日・5日・6日                            | ロラパルーザ 2006                                                                 |
| 8月5日                                      | 横浜レゲエ祭 2006                                                                 |
| 8月11日                                     | Golden Circle Vol.9                                                               |
| 8月12日・13日                               | OTODAMA '06 音泉魂                                                                |
| 8月12日・13日                               | SUMMER SONIC 2006                                                                 |
| 8月13日                                     | Exciting Summer in WAJIKI 2006                                                    |
| 8月16日・17日                               | ロックロックこんにちは! in 仙台 2006                                              |
| 8月18日・19日                               | RISING SUN ROCK FESTIVAL 2006 in EZO                                              |
| 8月18日・19日・20日                         | J-WAVE LIVE 2000+6                                                                |
| 8月19日                                     | SOUND MARINA 2006 ～Feel the Voice 5～                                            |
| 8月26日・27日                               | MONSTER baSH 2006                                                                 |
| 8月27日                                     | Sky Jamboree '06 〜夢模様〜                                                       |
| 8月27日                                     | RUSH BALL 2006                                                                    |
| 8月30日・9月1日                             | ロックロックこんにちは! 10th ANNIVERSARY SPECIAL Ver.パイレーツ・オブ・10リビアン |
| 9月1日・2日・3日                            | 14th Sunset Live 2006                                                             |
| 9月2日                                      | WIRE06                                                                            |
| 9月8日〜17日                                | RADIO BERRY ベリテンライブ2006                                                    |
| 9月9日・10日                                | 定禅寺ストリートジャズフェスティバル 2006                                         |
| 9月24日                                     | SPACE SHOWER SWEET LOVE SHOWER 2006                                               |
| 10月6日・7日・8日                           | MINAMI WHEEL 2006                                                                 |
| 10月7日・8日                                | 朝霧JAM 2006                                                                      |
| 10月8日                                     | MEGA☆ROCKS 2006                                                                   |
| 10月14日・15日                              | LOUD PARK 06（初回）                                                              |
| 11月4日                                     | Dream Power ジョン・レノン スーパー・ライヴ 2006                                  |
| 11月30日                                    | Act Against AIDS 2006 LIVE IN OSAKA                                               |
| 12月26日                                    | JACK IN THE BOX 2007（初回）                                                      |
| 12月29日・30日・31日                        | COUNTDOWN JAPAN 06/07                                                             |
| 12月31日                                    | 第57回NHK紅白歌合戦                                                               |

### 日本武道館公演
- 1月3日・4日 - PIERROT
- 1月8日 - くるり
- 1月18日・19日 - アース・ウィンド・アンド・ファイアー
- 1月21日 - 水樹奈々
- 2月6日・8日・9日 - GLAY
- 2月10日 - フランツ・フェルディナンド
- 2月14日 - 近藤真彦
- 2月19日 - 東京事変
- 2月23日・24日 - 吉井和哉
- 3月3日・4日 - ASKA
- 3月11日・12日・30日・31日 - TOKIO
- 3月29日 - SHAKALABBITS
- 4月17日 - SOPHIA
- 4月22日 - 倉木麻衣
- 4月28日 - KREVA
- 5月6日 - コブクロ
- 5月7日 - the GazettE
- 6月6日 - MUCC
- 6月9日 - 及川光博
- 6月13日 - 平原綾香
- 6月22日・23日 - TUBE
- 6月30日 - Def Tech
- 7月6日 - GOING UNDER GROUND
- 7月8日 - Animelo Summer Live
- 7月13日・14日 - ブラック・アイド・ピーズ
- 7月18日・19日 - コールドプレイ
- 7月21日・22日 - 松田聖子
- 7月31日・8月1日 - DIR EN GREY
- 8月9日 - 平井堅
- 8月10日 - Cocco
- 8月18日・19日 - T.M.Revolution
- 8月29日 - シド
- 8月30日・31日 - w-inds.
- 9月2日 - HOUND DOG
- 9月13日 - AAA
- 9月22日 - EXILE
- 9月24日 - 神話
- 10月1日 - 吉川晃司
- 10月4日 - 藤木直人
- 10月16日 - マライア・キャリー
- 10月25日 - アイアン・メイデン
- 10月28日 - モーニング娘。（2部制）
- 10月31日・11月1日・7日 - コブクロ
- 11月4日 - Dream Power ジョン・レノン スーパー・ライヴ
- 11月10日 - 吉田拓郎
- 11月20日・21日・23日・24日・29日・30日・12月4日・5日・6日・8日・9日 - エリック・クラプトン
- 12月12日 - HY
- 12月13日 - AI
- 12月15日・16日・17日・19日・20日 - 矢沢永吉
- 12月22日・23日・24日 - THE ALFEE
- 12月26日 - アンジェラ・アキ
- 12月27日・28日 - 吉井和哉
- 12月29日 - BUCK-TICK
- 12月30日・31日 - 藤井フミヤ

### 東京ドーム公演
- 1月1日 - KinKi Kids
- 1月7日・8日 - バックストリート・ボーイズ
- 1月13日 - SPIRAL SPIDERS
- 3月17日 - KAT-TUN
- 3月22日・24日 - ローリング・ストーンズ
- 4月8日・9日 - ボン・ジョヴィ
- 5月13日・14日 - KAT-TUN
- 8月10日・12日・13日 - B'z
- 9月20日・21日 - マドンナ
- 9月27日・28日・10月8日・9日 - SMAP
- 11月25日・26日 - L'Arc〜en〜Ciel
- 11月28日・30日 - ビリー・ジョエル
- 12月30日・31日 - KinKi Kids

## 主要な賞
| 賞                                    | 受賞作・受賞者 |
| ------------------------------------- | --- |
| 第48回日本レコード大賞                | - 大賞 - 氷川きよし『一剣』 - 最優秀歌唱賞 - 倖田來未『夢のうた』 - 最優秀新人賞 - 絢香『三日月』 - 金賞 - BoA『Winter Love』 - mihimaru GT『気分上々↑↑』 - コブクロ『君という名の翼』 - 水森かおり『熊野古道』 - w-inds.『ブギウギ66』 - 中ノ森BAND『Fly High』 - スキマスイッチ『ボクノート』 - 大塚愛『恋愛写真』 |
| 第44回ゴールデン・アロー賞            | - 音楽賞 - DJ OZMA |
| 第39回日本有線大賞                    | - 日本有線大賞 - 倖田來未 - 最多リクエスト歌手賞 -倖田來未 - 最多リクエスト曲賞 － 氷川きよし『一剣』 - 最優秀新人賞 －絢香 |
| 第20回TEENS' MUSIC FESTIVAL（最終回） | - ティーンズ大賞・オーディエンス大賞 - SUPER BEAVER - LOTTE賞 - ピース - 奨励賞 - 阿部真央ほか - ティーンズ部門 - cinema staff、まきちゃんぐほか |
| 第20回日本ゴールドディスク大賞        | - 邦楽アーティスト・オブ・ザ・イヤー 倖田來未 - 洋楽アーティスト・オブ・ザ・イヤー O-ZONE - ノミネートアーティストの曲を集めたアルバム「THE JAPAN GOLD DISC AWARDS 2006」が、邦楽盤と洋楽盤の2枚となって発売された。（今までは1枚だった） |
| 第10回SPACE SHOWER MUSIC AWARDS       | - VIDEO OF THE YEAR - YUKI「JOY」（監督:中村剛） - BEST GROOVE VIDEO - FIRE BALL「キットヒット〜踊るカルマン〜」（監督:マサオ） - BEST NEW ARTIST VIDEO - YA-KYIM「Elec-trick」（監督:石井貴英） - BEST INTERNATIONAL VIDEO - マドンナ「ハング・アップ」（監督:JOHAN SODERBERG） - BEST HIP-HOP/R&B VIDEO - TERIYAKI BOYZ「HeartBreaker」（監督:須永秀明） - BEST CG/ANIMATION VIDEO - HIFANA「WAMONO〜和モノ〜」（監督:+CRUZ） - BEST COLLABORATION VIDEO - 倖田來未「D.D.D. feat. SOULHEAD」（監督:セキ★リュウジ） - BEST STORY VIDEO - ケツメイシ「さくら」（監督:山口保幸） - BREAKTHROUGH VIDEO - 木村カエラ「リルラ リルハ」（監督:浅川英郎と上田大樹）            |
| 第8回ホテルオークラ音楽賞             | - 庄司紗矢香、小菅優 |
| 第8回ライブスピカ                     | - 年間チャンピオン - スローロリス |
| 第7回別宮賞（最終回）                 | - 糀場富美子 |
| 第5回佐川吉男音楽賞                   | - 音楽賞 - ヤナーチェク : オペラ「利口な女狐の物語」 - 奨励賞 - プッチー二 : オペラ「トゥーランドット」 |
| 第5回MTV Video Music Awards Japan     | - 最優秀ビデオ賞 - 倖田來未「Butterfly」 - 最優秀アーティストビデオ賞 - 平井堅「POP STAR」、倖田來未「Butterfly」 - 最優秀グループビデオ賞 - Def Tech「KONOMAMA」 - 最優秀映画ビデオ賞 - NANA starring MIKA NAKASHIMA「GLAMOROUS SKY」 - 最優秀新人アーティストビデオ賞 - リアーナ「ポン･デ･リプレイ」 - 最優秀ロックビデオ賞 - グリーン・デイ「Boulevard of Broken Dreams」 - 最優秀ポップビデオ賞 - レミオロメン「粉雪」 - 最優秀R&Bビデオ賞 - AI「Story」 - 最優秀ヒップホップビデオ賞 - 50セント feat. モブ・ディープ「アウタ・コントロール」 - 最優秀コラボレーションビデオ賞 - HOTEI vs RIP SLYME「BATTLE FUNKASTIC」 - 最優秀アルバム賞 - ORANGE RANGE「ИATURAL」 |
| 第4回武生作曲賞                       | - 受賞 - 金井勇『凍れる花』ヴァイオリンのための |

## その他のエピソード
- 2月4日 - アップフロントエージェンシー（現：アップフロントプロモーション）は、後藤真希の急性腸炎による休養を発表。2月15日から日本青年館で予定されていた舞台公演の代役は柴田あゆみが務める。その後、後藤は2月21日の日本テレビ系列ドラマ主演の日の「ズームイン!!SUPER」から活動復帰。
- 2月8日
  - 「座頭市」「ビルマの竪琴」「ゴジラ」を始めとする数多くの映画音楽を作曲した、作曲家・東京音楽大学元学長の伊福部昭が91歳で死去。
  - 第48回グラミー賞授賞式が、ステープルズ・センター（ロサンゼルス）で行われ、U2が5部門を獲得。史上最多の8部門にノミネートしていたマライア・キャリーは3部門の獲得にとどまる
- 2月10日 - アップフロントエージェンシー（当時）はW（ダブルユー）のメンバー、加護亜依を未成年者（当時）喫煙で謹慎処分。
- 2月11日 - 1999年に解散をしたロックバンドZYYGが一夜限りの再結成ライブを行う。
- 3月17日 - オリコンアルバムチャートで、倖田來未の「BEST〜second session〜」が自身最高の初登場で約98万枚売り上げて1位となった。
- 3月21日 - 午後は○○おもいッきりテレビ、ズームイン!!朝!（現：ズームイン!!SUPER）などのテーマ曲を作曲、NHK紅白歌合戦エンディング（蛍の光）の指揮者などで活躍した作曲家の宮川泰が75歳で死去。
- 3月22日 - 1997年に解散した人気バンド米米CLUBが10月末までの期間限定再結成を発表（本格的な活動は4月1日以降から）。
- 3月24日 - オリコンシングルチャートで、NEWSがデビューから5作連続で初登場1位で、KinKi Kids（23作）、光GENJI（8作）に次ぐ歴代3位の記録となった。
- 3月25日 - スピッツがメジャーデビュー15周年。また15周年の節目にこれまでに発表したシングル30曲をまとめた初のメンバー公認・公式のシングル・コレクションアルバム「CYCLE HIT Spitz Complete Single Collection」をリリース。 これによりメンバーの意に反してリリースされた「RECYCLE Greatest Hits of SPITZ」を1月末に製造中止した。
- 3月31日 - オリコンシングル・アルバム・DVDの3部門のチャートでKAT-TUNが初登場1位となった。また、綾瀬はるかのデビュー曲「ピリオド」が、オリコンシングルチャートで初登場8位となり、1999年の深田恭子以来約7年ぶりにホリプロのアイドルのデビュー曲がTOP10入りした。
- 4月3日 - シャ乱Qが『HEY!HEY!HEY! MUSIC CHAMP』の出演で活動再開。かつては、「秋に活動再開」と言っていたが、この音楽番組の発表により、「活動再開を早めたのはきくち伸か高須光聖に勧められたのでは」という声が相次いでいた。
- 4月12日 - PIERROT解散。
- 4月14日 - オリコンシングルチャートで、2位リュ・シウォン、3位BoAとTOP3に韓国出身アーティストの曲が2作ランクインした。 同じくオリコンシングルチャートで、KAT-TUN/Real Faceが、KinKi Kids/硝子の少年以来8年8ヶ月ぶりにデビュー曲で3週連続1位となった。
- 4月28日 - オリコンシングルチャートで、SMAPがデビュー作から39作連続TOP10入りの新記録達成。同じく、オリコンシングルチャートで、五木ひろしが1984年以来22年ぶりにTOP10入りの9位にランクインした。
- 5月4日 - 結成30周年のゴダイゴが7年ぶりの活動再開となり、東大寺でライブを行った。
- 5月13日 - T.M.Revolutionが10周年を迎える。
- 5月18日・20日 - 第51回ユーロビジョン・ソング・コンテストがギリシャ・アテネのオリンピックホールで行われ、ローディ（フィンランド）が優勝。
- 5月22日
  - 日本でアニメ「涼宮ハルヒの憂鬱」のED、「ハレ晴レユカイ」が週間で5位に初登場し、その後もアニメファン向けのアニメソングとしては異例の5週間以上TOP50にランキングされる快挙を達成、その後7月3日にも「涼宮ハルヒの詰合」で同じく初登場週間5位を獲得し、こちらは2週連続TOP10を入りを果たした。
  - ZARDのニューシングルがオリコン10位を獲得。TOP10獲得記録を40作に更新、歴代2位。
- 5月23日 - 日本でKAT-TUNのデビュー曲「Real Face」がミリオン達成。
- 5月24日
  - オリコン40周年の表彰式が行われ、B'z、KinKi Kids、松任谷由実がそれぞれ表彰された[5]。B'zが公の場に姿を見せ、表彰式に出席したのはこれが初の事だった。
  - ハリウッドで行われていたアメリカンアイドルシーズン5の決戦大会で、テイラー・ヒックスが5代目のアメリカンアイドルを獲得した。
- 5月30日 - 湘南乃風「純恋歌」40万枚突破。
- 5月31日 - 天野月子が史上初となる新曲シングル5枚同時リリースを決行。オリコンチャートでは46-50位にランクインした。
- 6月7日 - NTTドコモが着うたフルサービスを開始。04年11月のKDDI、05年8月のソフトバンクモバイルに続き、最大手のドコモ社がフル配信参入したことにより、シングルCDからフル配信への市場移行が急加速することとなった。
- 6月8日 - 音楽プロデューサーでシャ乱Qのつんく♂が元モデルと結婚。
- 6月16日 - オリコンシングルチャートで、B'z「SPLASH!」が、初登場1位となり、38作連続1位&SMAPと並ぶ39作連続TOP10入りとなった。
- 7月10日 - オリコンシングルチャートで、ポルノグラフィティの「ハネウマライダー」がENDLICHERI☆ENDLICHERIの「The Rainbow Star」に893枚差で首位を逃した。ちなみに、翌週、ハネウマライダーは2週連続2位を達成。
- 7月13日 - 忌野清志郎が喉頭がんのため入院したことが所属事務所を通じ発表された。このため、夏に予定されていたロックフェスティバルへの出演はすべてキャンセルとなった（その後翌年に活動復帰したが、2009年5月2日に逝去）。
- 7月23日 - THE HIGH-LOWSのボーカリストである甲本ヒロトが大阪のFM局、FM802の名物イベント『MEET THE WORLD BEAT』にザ・クロマニヨンズとして出演。バンド名以外一切の情報がなく、本イベントが初お披露目となった。9月にデビューシングル「タリホー」、10月には1stアルバム「ザ・クロマニヨンズ」を発表。
- 7月23日 - モーニング娘。(第5期)メンバーの紺野あさ美がモーニング娘。並びにハロー!プロジェクトを卒業。
- 7月28日 - オリコンシングルチャートで、KAT-TUNがデビューから2作連続で45万枚以上の売り上げを記録した。今までは、KinKi Kidsなどの2作連続30万枚以上だったので、歴代最高となった。また、米米CLUBの約9年ぶりのシングル「WELL COME 2」が9位にランクイン。
- 8月7日 - Every Little Thingがデビュー10周年を迎える。
- 8月9日 - 浜田省吾がソロデビュー30周年を記念してベストアルバム『The Best of Shogo Hamada vol.1』と『The Best of Shogo Hamada vol.2』を同時発売。
- 8月15日 - インディーズバンドELLEGARDENのシングル「Salamander」が7万枚を売り上げ3位を獲得。この売り上げ枚数はインディーズでの初動売り上げ記録1位になった。
- 8月27日 - モーニング娘。(第5期)メンバーの小川麻琴がモーニング娘。を卒業。
- 9月8日
  - オリコンシングルチャートで沢尻エリカが「Kaoru Amane」名義でリリースしたシングル「タイヨウのうた」が、初動15万枚以上のセールスを記録し、女性アーティストデビューシングル初動売り上げで内田有紀を抜き歴代1位となり、2位にランクインした。
  - 日本でL'Arc〜en〜Cielが15周年記念の一環でリリースした未発表曲を含む15枚のシングルがランクインし、同時ランクインではサザンオールスターズ（2005年）の44枚、松任谷由実の16枚に次ぐ歴代3位となった。
- 9月23日 - 吉田拓郎とかぐや姫が31年ぶりにつま恋でのコンサート「吉田拓郎 & かぐや姫 Concert in つま恋 2006」を開催。3万5000人を動員。会場に来た客が平均年齢49歳でかつ、3万5000人が集まったことは前代未聞で、翌日の全国紙の一面写真付きで記事が載るなど、テレビなどのメディアでも大きく取り上げられた。
- 9月28日 - 中村中が自身のオフィシャルサイト上で性同一性障害であることを告白。これにより9月6日に発売された「友達の詩」がロングセールスを記録する。
- 10月22日 - 米米CLUB解散撤廃。2007年以降の活動継続を宣言。
- 11月1日 - 本田美奈子.追悼シングル「wish」がリリースされた。
- 11月6日 - ZARDのベストアルバム「Golden Best 〜15th Anniversary〜」が自身5年8ヶ月ぶりのオリコン首位獲得。
- 11月17日 - オリコンシングルチャートで、モーニング娘。の「歩いてる」が「AS FOR ONE DAY」以来約3年半ぶりに初登場1位となった。この1位でピンク・レディーとタイ記録だった女性グループのシングルCDオリコン1位回数を10作に伸ばし、単独1位とした。
- 12月11日 - UVERworldのボーカルTAKUYA∞が公務執行妨害で逮捕され、2日後の13日に釈放される。更に2日後の15日にはこの事件がマスメディアで大々的に取り上げられた。この事件の影響を受けUVERworldはバンド活動の自粛を発表（翌年1月中に活動再開）。同時に、予定されていたXmasスペシャルライブ、ライブツアーの中止、アーティストブック、アルバムが発売延期となった。
- 12月20日 - iTunes Storeの2006年度年間ランキングが発表され、年間1位は宇多田ヒカル「Keep Tryin'」であった[6]。PC配信は、前年に日本でのサービスを開始したiTunesの浸透によりこの年一般的となり、売上件数は前年比約2.5倍の23百万DLに拡大した[1]。

## トリノオリンピックテーマソング
| 公式テーマソング                 | クラウディオ・バリョーニ「Va」（イタリア語で、Go=ゴーという意味）  |
| 日本放送協会(NHK)                | 平原綾香「誓い」（トリノパラリンピックのテーマソングにも使われた） |
| 日本テレビ                       | 浜崎あゆみ - 「Born To Be...」                                     |
| TBS                              | 小田和正 - 「まっ白」                                              |
| フジテレビ                       | 倖田來未 - 「WIND」                                                |
| テレビ朝日                       | SMAP - 「Triangle」（テレビ朝日系列スポーツ番組テーマソング兼）    |
| テレビ東京                       | Crystal Kay - 「Together」                                         |
| 日本オリンピック委員会公式応援曲 | 島谷ひとみ「Sky High」                                             |
| スノーボード日本代表応援歌       | THC!!「Little Bird」                                               |

## 2006 FIFAワールドカップテーマソング
| 公式テーマソング                      | イル・ディーヴォ「Time Of Our Lives」                                                                |
| 日本放送協会(NHK)                     | ORANGE RANGE - 「チャンピオーネ」 ドイツワールドカップイメージソング                                 |
| 日本テレビ                            | GAKU-MC / 桜井和寿 (Mr.Children)「手を出すな!」                                                      |
| TBS                                   | TOKIO - 「Get Your Dream」                                                                           |
| フジテレビ                            | 矢井田瞳「STARTLiNE」                                                                                |
| テレビ朝日                            | サラ・ブライトマン「A Quesetion OF Honour」 SMAP - 「buzzer beater」                                 |
| テレビ東京                            | テーマソングなし（アルゼンチン×スイス、ブラジル×クロアチア戦のみの中継のため、公式テーマソング使用） |
| 2006 FIFAワールドカップ日本代表応援歌 | ZZ「SAMURAI BLUE」 mihimaru GT「気分上々↑↑～ニッポン応援バージョン～」                               |

## デビュー

### 1月
- 18日 - ザ50回転ズ「50回転ズのギャー!!」
- 18日 - 弁護士 丸山和也「浪漫-さらば昨日よ-」
- 18日 - MINI☆BOX「恋のダイヤル6700」
- 18日 - MONKEY MAJIK「fly」(メジャーデビュー)
- 25日 - 安次嶺奈菜子「卒業〜さよならは言えない〜」
- 25日 - アリス九號.「九龍 -NINE HEADS RODEO SHOW-」
- 25日 - 工藤慎太郎「シェフ/Message」
- 25日 - 天上智喜The Grace「Boomerang」
- 25日 - FUNKY MONKEY BABYS「そのまんま東へ」
- 25日 - 美月「Discover/Chain〜あなたがいない星は私も生きられない」
- 25日 - ゆうまお「みちしるべ」
- 25日 - ライムライト「Get in the limelight」
  - I-DeA、青木カレン、オオタスセリ、さくまひでき、しほの涼、棚橋弘至、中邑真輔、ビーグルハット、平絵里香、LINK

### 2月
- 1日 - 相沢巧弥子「ハンモック」
- 1日 - 絢香「I believe」
- 1日 - AKB48「桜の花びらたち」（インディーズデビュー）
- 1日 - Clair「あしあと/結晶」
- 1日 - 柴田英嗣「だまって俺についてこい/シバタのSo She, So I」
- 1日 - マイケル「マイケルンバII」
- 8日 - AciD FLavoR「Higher & higher」
- 8日 - ohana「予感」
- 8日 - SATOMI'「Yesterday/Love to stay」（インディーズデビュー）
- 8日 - 平季唯「桜風」
- 8日 - 森田葉月&森川七月「Amazing Grace」
- 15日 - 松田亮治「くつずれ」
- 22日 - AFRA & INCREDIBLE BEATBOX BAND「I.B.B」
- 22日 - APOGEE「夜間飛行」
- 22日 - ULTRA BRAiN「Ghost Busterz」
- 22日 - かりゆし58「恋人よ」（インディーズデビュー）
- 22日 - gulff「風ノ女神」
- 22日 - サマースノーサプライズ「SUPER STEREO」
- 22日 - C-999「三千世界に鳴り響け」
- 22日 - 千織「Reminiscence〜レミニッセンス〜」
- 22日 - toi teens!?「ともだち」
- 22日 - 西野亮廣とおかめシスターズ「逢いたくて五反田」
- 22日 - MAY「WONDERLAND」
- 22日 - 町本絵里「VENUS JOURNEY/GO AWAY BOY」
- 22日 - タイナカサチ「disillusion」
- 22日 - Fuuri「Fuuri」

- - sifow、野条しほ、Vanilla Mood、PLIME、THE PRODIGAL SONS、mur mur 、yoheyOKAMOTO、レイザーラモンHG

### 3月
- 1日 - 中孝介「それぞれに」
- 8日 - てるる...「贈りもの」
- 8日 - MARIA「小さな詩」
- 8日 - 平野綾「Breakthrough」
- 11日 - Aice5「Get Back」
- 15日 - いきものがかり「SAKURA」（メジャーデビュー）
- 15日 - エレクトリックギュインズ「VICB-60012」
- 15日 - 上木彩矢「Communication Break」（メジャーデビュー）
- 15日 - 樹海「あなたがいた森」
- 15日 - 仲間由紀恵 with ダウンローズ「恋のダウンロード」
- 22日 - 板倉俊之「ザ・クスリショー」
- 22日 - KAT-TUN「Real Face」
- 22日 - 小清水亜美「ナチュラル」
- 22日 - DJ OZMA「アゲ♂アゲ♂EVERY☆騎士」
- 22日 - MOTOO FUJIWARA「SONG FOR TALES OF THE ABYSS」
- 23日 - teranoid&MCnatsack「teranoid overground edition」
- 24日 - 綾瀬はるか「ピリオド」
- 24日 - 池上ケイ「咲きましょう」
- 29日 - NEVER LAND「バ・ボ・ラ」
- 29日 - 伴都美子「FAREWELL」（ソロデビュー）
- 29日 - misono「VS」（ソロデビュー）
- 29日 - 妖怪プロジェクト「化け物横丁」
- 31日 - SHOGO「AM（ありがとう みんな）1242」（ソロデビュー）

- - おぎやはぎ、Q、シザーズ、CEYREN、福居典美

### 4月
- 5日 - Aqua Timez「「七色の落書き」」
- 5日 - 西遊妹妹「ペッパー警部」
- 5日 - 山田タマル「My Brand New Eden」
- 12日 - ソーランはっぴぃずと猫ひろし「踊れ! ソーランパラパラ」
- 12日 - NESMITH「追伸」
- 12日 - Base Ball Bear「GIRL FRIEND」（メジャーデビュー）
- 19日 - AYUSE KOZUE「boyfriend」
- 19日 - 石川智晶「美しければそれでいい」（再デビュー）
- 19日 - 榎本くるみ「心のカタチ」（再デビュー）
- 19日 - 熊田曜子「Always」
- 19日 - 好色人種「ダーリン I Love You」
- 19日 - ゴスペラッツ「ゴスペラッツ」
- 19日 - SOUTH BLOW「春風」
- 19日 - SUEMITSU & THE SUEMITH「Man Here Plays Mean Piano - A New Edition 4 Sony Music」
- 19日 - バブル青田「ジーザス」
- 26日 - Yellow Cherry「一歩目」
- 26日 - InK「C-46」
- 26日 - 加藤和樹「Rough Diamond」
- 26日 - Good Dog Happy Men「Most beautiful in the world」
- 26日 - Taja「夢轍～ユメワダチ～」
- 26日 - hare-brained unity「ソライロ」
- 26日 - ミトカツユキ「Identity」
- 26日 - 有花「To the only...」
- 26日 - lecca「Dreamer」

- - 大木こだまひびき、TEAM 44 BLOX、BUBBLEGUM、浜辺シゲキ、U-DOU&PLATY

### 5月
- 10日 - 平野綾・茅原実里・後藤邑子「ハレ晴レユカイ」
- 10日 - 小梅太夫「小梅日記」
- 10日 - 猫夜叉「しあわせ大阪」
- 10日 - チナッチャブル「勝利の花びら／ハルハラリ」
- 17日 - the ARROWS「ナイトコール」
- 17日 - COLTEMONIKHA「COLTEMONIKHA」
- 17日 - HAYABUSA「Miracle」
- 24日 - ASIAN2「ASIAN VIBRATION」
- 24日 - ジン「言錆の樹」
- 24日 - Bahashishi「心の世界」
- 24日 - マルガリマイク「BRAND NEW DAY」
- 24日 - ストロボ「ボクのところへ/Good Morning! Mr.freak」
- 24日 - THE LOCAL ART「愛の言葉」
- 31日 - YELL FROM NIPPON「友情のエール」
- 31日 - iLL「Sound by iLL」
- 31日 - JK「晴れる道〜宇宙人（オメェら）に合わせる顔がねぇ!〜」
- 31日 - 山下智久「抱いてセニョリータ」（ソロデビュー）
- 31日 - 超飛行少年「スーパーフライングボウイ」
- 31日 - SO-LA「裸のKiss」
- 31日 - 2BACKKA「Sign」
- 31日 - Fonogenico「Reason」
- 31日 - PERIDOTS「PERIDOTS」

- - 伊藤陽佑、小野瀬雅生ショウ、Struggle For Pride、センチライン、高畠俊太郎

### 6月
- 7日 - アフロマニア「Very Very」
- 7日 - JiLL-Decoy association「like ameba」
- 7日 - 田中ロウマ「One/No Change No End」
- 7日 - 手嶌葵「テルーの唄」
- 7日 - ロクセンチ「マドレーヌ」
- 14日 - MELL「Red fraction」
- 21日 - 紗希「恋物語」
- 21日 - SHALE APPLE「空フル〜虹を架けろ〜」
- 21日 - フルカワミキ「Coffee & SingingGirl!!!」
- 21日 - 僕道1号「名の無い色」
- 21日 - SPLAY「Ring your bell」
- 21日 - KenKen「PARTY of INVADERS」
- 28日 - 中村中「汚れた下着」（メジャーデビュー）
- 28日 - 乙三「新旬香噂ショー」
- 28日 - JUDE「SHOCKING BLACK」
- 28日 - ヤドカリ「30年後の君へ」
- 28日 - イダセイコ「井田屋」

- - 城咲仁、SINGASUN、STRUSH、Dude、中村玉緒&中川家、HIGH VOLTAGE、ファレル・ウィリアムス(ソロデビュー)、RUB-A-DUB MARKET、ROM-4

### 7月
- 5日 - 甲本ヒロト「真夏のストレート/天国うまれ」
- 5日 - サクラメリーメン「サイハテホーム」
- 5日 - SunMin thanx kubota「Keep Holding U」（ソロでは12月デビュー）
- 5日 - 中川翔子「Brilliant Dream」
- 5日 - YOUR SONG IS GOOD「FEVER」
- 5日 - Terry&Francisco「Terry&Francisco」
- 5日 - ミホミホマコト「ミホミホマコト」
- 5日 - MORISHINS'「夏の魔法 〜summer magic〜」
- 5日 - ザ★リルビッツ「ふたりの愛ランド」
- 12日 - 浅井健一「危険すぎる」（ソロデビュー）
- 12日 - ET-KING「ドーナッツ/夏大盛り」
- 12日 - OVERGROUND ACOUSTIC UNDERGROUND「OVERGROUND ACOUSTIC UNDERGROUND」
- 12日 - 月島きらり starring 久住小春 (モーニング娘。)「恋☆カナ」（ソロデビュー）
- 12日 - May J.「ALL MY GIRLS」
- 12日 - 堂本光一「Deep in your heart/+MILLION but -LOVE」（ソロデビュー）
- 14日 - C.G mix「in your life」
- 19日 - amplified「MR.RAINDROP」
- 19日 - イーフェイ「真夜中のドア」
- 19日 - オレスカバンド「俺」
- 19日 - Creature Creature「風の塔」「Red」「パラダイス」
- 19日 - 桜塚やっくん「ゲキマジムカツク」
- 19日 - Day of the legend「見上げれば、青い空」
- 19日 - 新妻聖子「夢の翼」
- 19日 - Foxxi misQ「Tha F.Q's Style」
- 19日 - Rhymescientist「Real Thing」
- 19日 - rinka「XXX (Millions kisses)」（再デビュー）
- 26日 - 秋山奈々「わかってくれるともだちはひとりだっていい/夜明け前」
- 26日 - 8otto「we do viberation」
- 26日 - SHOWTA.「願い星」
- 26日 - 戸田康平「優しいだけの男」
- 26日 - HIBIKILLA「NO PROBLEM」
- 26日 - rockwell「夏の日の2006 -based on 1993-」
- 26日 - Q;indivi「ComeBAby.,EP」
- 26日 - HALFBY「SCREW THE PLAN」
- 26日 - THE CONDORS「真夏帝国」
- 26日 - kaede「ランドマーク」
- 26日 - ニポポ「tongarikick.exe」

- - APELSIN、オーパーツ（相澤仁美と愛川ゆず季のユニット）、水中、それは苦しい、DAKOTA STAR、DuelJewel、ビューティフルハミングバード、BOMB FACTORY

### 8月
- 2日 - GANGA ZUMBA「HABATAKE!」
- 2日 - kōkua「Progress」
- 16日 - 金築卓也「ひとりじゃないから／ハーモニー」
- 23日 - The Birthday「stupid」
- 23日 - PINKLOOP「Computerized Personality」
- 23日 - FLEET「Brand new reason」
- 23日 - MOSAIC.WAV「キュン・キュン・パニック」
- 23日 - ユハラユキ「友ダチ」
- 30日 - Kaoru Amane「タイヨウのうた」
- 30日 - GYM「フィーバーとフューチャー」
- 30日 - 蝉時雨「待ち人に花」
- 30日 - DJ KAWASAKI「Beautiful」
- 30日 - 山田耕平「NDIMAKUKONDA」
- 30日 - ロコロコ・イエロー「ロコロコのうた」
  - EAST UP LINE STARS、きりん、JQ&WENDY、JAMOSA、長澤知之、The Naked、間重美

### 9月
- 2日 - SCARS「THE ALBUM」
- 6日 - キグルミ「たらこ・たらこ・たらこ」
- 6日 - 須藤元気「Love&Everything」
- 6日 - ちめいど「猫背のうた」
- 6日 - DOES「明日は来るのか」
- 6日 - 花やしきちゃん's「さよなら小泉さん」
- 6日 - ヒライケンジ「大きな古時計/モテたい音頭」
- 6日 - The Phanky OKstra「Drive」
- 6日 - 藤田麻衣子「恋に落ちて」（インディーズデビュー）
- 6日 - ザ☆ボン「サニードライブ」（インディーズデビュー）
- 13日 - GAM「Thanks!」
- 13日 - 藤岡藤巻「藤岡藤巻I」
- 20日 - ザ・クロマニヨンズ「タリホー」
- 20日 - 平田康子「Cole Porter,Under My Skin」
- 20日 - BLACK JAXX「Fanatic City」（インディーズデビュー）
- 20日 - Metis「WOMAN」
- 20日 - 山田優「REAL YOU」（ソロデビュー）
- 21日 - Kra「ハートバランス」(メジャーデビュー)
- 21日 - トリオ★ザ★ポンチョス「好きだDear!八戸せんべい汁」
- 22日 - ことばおじさんとアナウンサーズ「これってホメことば?」
- 27日 - AcQuA-E.P.「禊-MISOGI-」（インディーズデビュー）
- 27日 - kannivalism「リトリ」
- 27日 - theSoul「誰も知らない歌」
- 27日 - The DUST'N'BONEZ「ROCK'N' ROLL CIRCUS」
- 27日 - ダンデライオン「ダンデライオン」
- 27日 - 弐本恩太「ビューティフル・マインド」
- 27日 - MICRON' STUFF「Here We Go!!」
- 27日 - ワンダーボーイ「青いハンカチ～君がくれた夏の日～」

### 10月発売
- 4日 - LM.C「Trailers【Gold】」「Trailers【Silver】」
- 4日 - Sound Horizon「少年は剣を…」（同人音楽からメジャーデビュー）
- 4日 - SISTER KAYA「たからもの 2」
- 4日 - ナイス橋本「キミは君★」
- 18日 - あじさい「二人だけの世界」
- 18日 - 橘慶太「道標」（ソロデビュー）
- 18日 - 捏造と贋作「The Lightest Touch」
- 18日 - Hearts Grow「Road」
- 18日 - 林家たい平「芝浜ゆらゆら」
- 18日 - midnightPumpkin「BOYS&GIRLS」
- 18日 - 松下奈緒「dolce」
- 18日 - MIYU「ビューティフル マインド」
- 24日 - THE AURIS (SUPER) BAND「MY WAY」（インディーズデビュー）
- 25日 - AKB48「会いたかった」（メジャーデビュー）
- 25日 - 木更津キャッツアイ feat. MCU「シーサイド・ばいばい」
- 25日 - Samurai Troops「BEATNIKS」
- 25日 - ChesterCopperpot「Fanfare」
- 25日 - 紘毅「カエデ」
- 25日 - 星泉「セーラー服と機関銃」
- 25日 - 宮川弾アンサンブル「pied-piper」
- 25日 - リリメグ「おやすみ」

### 11月
- 1日 - 仲村瑠璃亜「道しるべ」（インディーズデビュー）
- 1日 - FAR EAST RHYMERS「F.E.R. ZERO ～序奏～」
- 8日 - aika「ai wo～愛を～」
- 8日 - Angelo「REBORN」
- 8日 - 甲斐名都「下北沢南口」
- 8日 - 青春愚連隊「マサオ/Destined love」
- 8日 - たまちゃんズ「金太の大冒険 カバーパートII」
- 8日 - 秦基博「シンクロ」（メジャーデビュー）
- 8日 - ふくろう「Starting Over～ひとりじゃないから～」
- 8日 - レ・フレール「Piano Breaker -ピアノ・ブレイカー-」（メジャーデビュー）
- 15日 - JUNE「Baby It's You」
- 15日 - TOKYO CALL PROJECT featuring Kwenji Hayashida「愛の東京コール」
- 15日 - のだめオーケストラ「「のだめオーケストラ」LIVE!」
- 15日 - レイ・マストロジョバンニ「HAPPINESS!!」
- 18日 - aika「ai wo 〜愛を〜」
- 22日 - 磯貝サイモン「君はゆける」
- 22日 - girls on the run「POP SOUNDS DELIVERY」
- 22日 - 果鈴「STAY GOLD」
- 22日 - カルテット「春夏秋冬」
- 22日 - 照屋実穂「Sincerely for you」
- 22日 - ナナ・イロ「たからもののうた」
- 22日 - フラバルス「エンドレス」
- 22日 - 東川亜希子「スローライフ」
- 22日 - MAO/d「VERY LOVE -0.5℃」（再デビュー）
- 22日 - Rickie-G「Life is wonderful」
- 22日 - redballoon「雪のツバサ」
- 29日 - ILLMATIC BUDDHA MC's,スチャダラパー「TOP OF TOKYO/TT2 オワリのうた」
- 29日 - KILLERS「TROUBLE QUEEN」
- 29日 - コトリンゴ「こんにちは またあした」
- 29日 - Taiji All Stars「君が笑う方へ feat.bird/Star Navigation feat.SAKURA」

### 12月
- 4日 - SPIRAL SPIDERS「間に合っていますんで」
- 6日 - RSP「A Street Story」
- 6日 - 沖野修也「UNITED LEGENDS」
- 6日 - abingdon boys school「INNOCENT SORROW」
- 6日 - Sista Five「VIVA!MUSICA」
- 6日 - Jazzin' park「Jazzin' park」
- 6日 - Sweep「Get a dream」
- 6日 - SunMin「恋の奇跡」（ソロデビュー）
- 6日 - The Do-Nuts「よろしくDOぞ」
- 6日 - 富田麻帆「Happy Flight」
- 6日 - PIPER「LOVERS LOGIC」
- 6日 - BY PHAR THE DOPEST「恥じゃない」（メジャーデビュー）
- 6日 - THE BROBUS「MURDER BULLETS」
- 6日 - BLUME「I&I」
- 6日 - Pay money To my Pain「Drop of INK」
- 6日 - MANA SLAYPNILE「super star」
- 13日 - ARMERIA「軌道」
- 13日 - JYONGRI「Possession/My All For You」
- 13日 - 砂川恵理歌「Heart Drops」
- 13日 - 太郎「男女」
- 20日 - テゴマス「ミソスープ」
- 20日 - yolis「Alice in a mirror」
- 22日 - Juan「All about Juan-Call me back Boy-」
- 27日 - 宇浦冴香「Tears 〜涙は見せたくない〜」

## 新人ランキング・枚数 (日本のデータ)
※集計期間 2005年12月5日付 - 2006年12月18日付
シングル
1. KAT-TUN／201.5万枚
2. 絢香／49.9万枚
3. Kaoru Amane／48.0万枚
4. DJ OZMA／29.9万枚
5. 手嶌葵／22.4万枚
6. いきものがかり／13.1万枚
7. キグルミ／12.6万枚
8. AKB48／9.2万枚
9. 星泉／8.1万枚
10. 上木彩矢／8.0万枚
11. タイナカサチ／7.2万枚
12. GAM／7.0万枚
13. Aice5／6.7万枚
14. 中村中／6.3万枚
15. SunMin／5.4万枚
16. チャットモンチー／5.4万枚
17. ザ・クロマニヨンズ／5.1万枚
18. 綾瀬はるか／4.6万枚
19. abingdon boys school／4.6万枚
20. AcQuA-E.P.／4.3万枚
21. RUI(イ・スンチョル)／3.7万枚
22. 桜塚やっくん／3.2万枚
23. MARIA／2.9万枚
24. Suara／2.8万枚
25. Creature Creature／2.7万枚
26. SUEMITSU&THE SUEMITH／2.6万枚
27. FUNKY MONKEY BABYS／2.6万枚
28. ジン／2.5万枚
29. 樹海／2.3万枚
30. 山田優／2.2万枚
31. 山田タマル／2.1万枚
32. redballoon／2.0万枚
33. SATOMI'／1.9万枚
34. 弁護士 丸山和也／1.9万枚
35. kannivalism／1.8万枚
36. JK(次長課長)／1.7万枚
37. 時東ぁみ／1.6万枚
38. 中孝介／1.6万枚
39. AYASE KOZUE／1.4万枚
40. レイザーラモンHG／1.4万枚
41. 根岸さとり／1.4万枚
42. Base Ball Bear／1.4万枚
43. Angelo／1.3万枚
44. Foxxi misQ／1.2万枚
45. 熊田陽子／1.1万枚
46. KILLERS／1.0万枚
47. 中川翔子／0.9万枚
48. SHOWTA.／0.9万枚
49. GRANRODEO／0.9万枚
50. LM.C／0.9万枚

アルバム
1. KAT-TUN／74.3万枚
2. 絢香／71.1万枚
3. DJ OZMA／17.5万枚
4. ザ・クロマニヨンズ／9.8万枚
5. チャットモンチー／6.9万枚
6. 上木彩矢／6.5万枚
7. 手嶌葵／5.5万枚
8. レ・フレール／3.0万枚
9. FUNKY MONKEY BABYS／2.9万枚
10. CHEHON／2.5万枚
11. Base Ball Bear／1.9万枚
12. Suara／1.9万枚
13. ENT DEAL LEAGUE／1.8万枚
14. オレスカバンド／1.6万枚
15. ℃-ute／1.5万枚
16. kannivalism／1.4万枚
17. northern19／1.2万枚
18. Creature Creature／1.1万枚
19. 松下奈緒／1.1万枚
20. かりゆし58／1.0万枚
21. DJ YOSHINORI／0.9万枚
22. SPECIAL OTHERS／0.9万枚
23. MAY J.／0.9万枚
24. moumoon／0.8万枚
25. 中孝介／0.8万枚
26. ジン／0.7万枚
27. 樹海／0.6万枚
28. INO hidefumi／6.7万枚
29. GOLLBETTY／0.5万枚
30. SUEMITSU&THE SUEMITH／0.5万枚

## 結成

### アイドル・ガールズグループ・ボーイバンド
- アイドリング!!!（ - 2015年）
- あけ☆たま（ - 2010年）
- アルプスおとめ
- Osaka翔Gangs
- Kitty（ - 2007年）
- GAM（ - 2007年）
- SeeYa（ - 2011年）
- SUPER JUNIOR-K.R.Y.
- チャオ ベッラ チンクエッティ（ - 2018年）
- テゴマス（ - 2020年）
- 中野風女シスターズ（ - 2011年）
- BIGBANG
- Feam
- Brown Eyed Girls（ - 2020年）
- 桃mint's（ - 2007年）

### バンド・音楽グループ・音楽ユニット（日本）
- RSP（ - 2013年）
- 愛内里菜&三枝夕夏（ - 2007年）
- AINU REBELS（ - 2010年）
- あかなぎ（ - 2009年?）
- アキダス
- AKIRADEATH
- AcQuA-E.P.（ - 2008年）
- アシガルユース
- あじさい（ - 2007年?）
- AZURE（ - 2014年?）
- AS★KNOW
- Asriel（ - 2015年）
- a flood of circle
- AYANO
- unkie（ - 2013年?）
- Angelo（ - 2022年）
- イクサ
- イデハル（ - 2008年?）
- イリジウム（ - 2018年）
- うきは神楽団（ - 2011年?）
- 80kidz
- AUBADEジュニア・コーラス（ - 2009年）
- OKAMOTO'S
- オこザさ（ - ?）
- 音屋吉右衛門（ - 2015年）
- Ori-ska
- KANA-BOON
- カルメラ→Calmera
- GANGA ZUMBA（ - 2009年）
- キツネの嫁入り
- Q;indivi（ - 2018年）
- ギルド
- QUICKDEAD
- GOUPIL AND C
- GOOD ON THE REEL
- Crossfaith
- 黒薔薇保存会（ - 2009年）
- Qwai（ - 2012年）
- 下戸（ - 2011年?）
- 好色人種（ - 2009年）
- kōkua
- cossami（ - 2013年?）
- the cabs
- ザ・クロマニヨンズ
- the god and death stars
- THE SYNDIKATE7
- The Novelestilo
- The Birthday
- THE PINBALLS（ - 2021年）
- The Mirraz
- THE LEGEND
- SuG（ - 2017年）
- thatta
- SAMURAI JACK UNIVERSE（ - 2016年）
- jizue
- JACKJACK（ - 2007年）
- Jammin'Zeb
- THE AURIS (SUPER) BAND（ - ?）
- ジャムスタンマジック
- joy（ - 2015年）
- ★ジョージ★（ - 2007年）
- ショピン
- スカート
- ZUKAN（ - 2016年?）
- SCANDAL
- SCREW（ - 2016年）
- strange world's end
- ストロボ（ - 2007年?）
- 相対性理論
- Soda fountains（ - 2011年?）
- Soma（ - 2010年）
- ソノダバンド（ - 2014年）
- その名はスペィド（ - 2020年）
- solfa
- ダウト
- 高嶋ちさ子 12人のヴァイオリニスト
- DUFF（ - 2020年）
- DEAD EYED SPIDER
- DELUHI（ - 2011年）
- Tenqey（ - ?）
- どついたるねん
- TRI4TH
- Dragon Guardian（ - 2017年?）
- トリプルファイヤー
- ナードマグネット
- ナイトdeライト
- NapsaQ（ - ?）
- 二千花
- ニッポリヒト（ - 2012年）
- のだめオーケストラ（ - 2010年?）
- NON（ - 2009年）
- birds melt sky
- PURPLE HUMPTY
- heidi.
- パステルカメレオン
- Pastel Make Noise
- 八十八ヶ所巡礼
- バックドロップシンデレラ
- P.O.P
- binaria（ - 2017年?）
- BEFORE MY LIFE FAILS
- Hilcrhyme
- FABLED NUMBER
- Foxxi misQ（ - 2010年）
- フォンタナ・フィルハーモニー交響楽団（ - 2007年?）
- Prague（ - 2013年）
- plutrio（ - 2013年?）
- BREAKERZ
- Pleglico（ - 2011年）
- BETTA FLASH
- 僕道1号（ - 2007年）
- ほたる日和
- Hot Buttered Love（ - ?）
- ボン・イヴェール
- MARS EURYTHMICS（ - 2010年）
- mouse on the keys
- MAGNUMTRIO
- ミサンガ
- Mix Speaker's,Inc.（ - 2018年）
- ミホミホマコト（ - 2006年）
- MI-RO-KU（ - ?）
- Mudy on the 昨晩
- メガマソ（ - 2017年）
- MOSHIMO
- モノブライト（ - 2017年）
- MoNoLith（ - 2014年）
- Lacroix Despheres
- LuckDuck
- LUV AND RESPONSE（ - 2008年?）
- LAMP IN TERREN
- Little Hippies（ - 2007年?）
- リリメグ（ - 2006年?）
- LAZYgunsBRISKY
- lego big morl
- LOCAL CONNECT
- ワンダー☆5（ - 2006年）

### バンド・音楽グループ・音楽ユニット（日本国外）
- アロハ・フロム・ヘル（ - 2010年）
- アンガス・アンド・ジュリア・ストーン
- インフェリ
- ザ・ウィップ
- エインシェント・バーズ
- ジ・エナミー（ - 2016年）
- Galaxy Express
- クリスタル・キャッスルズ（ - 2017年）
- クロージャー・イン・モスクワ
- ゴースト
- サーカ（ - 2022年）
- ジーズ・ニュー・ピューリタンズ
- ストーンフィールド
- TENSI LOVE（ - 2016年）
- ドートリー
- ネブリナ
- ハイム
- ハドーケン!（ - 2014年）
- パンチブラザーズ
- ヴァンパイア・ウィークエンド
- ピアス・ザ・ヴェイル
- ピニヤタ・プロテスト
- フューチャー・アイランズ
- ブラック・インフィニティ
- フリート・フォクシーズ
- ブリュミル
- ヘイル・オブ・ブレッツ（ - 2017年）
- ヘヴン・アンド・ヘル（ - 2010年）
- ミザレーション
- ミス・メイ・アイ
- ライズ・トゥ・リメイン（ - 2015年）
- レギナ
- レッティング・アップ・ディスパイト・グレイト・フォールツ
- レディ・A

## 再結成・活動再開
- ア・トライブ・コールド・クエスト
- アフガン・ウィッグス
- アラバマ
- イモータル
- エイシスト
- AURA
- オール・セインツ
- カクタス
- 筋肉少女帯（12月28日 - ）
- クラウデッド・ハウス
- グリム・リーパー
- 幻覚アレルギー（1日限定）
- ゴダイゴ
- 米米CLUB（4月1日 - ）
- ゴリラ・ビスケッツ
- サディスティック・ミカ・バンド
- ZYYG（1日限定）
- シニック
- SHAZNA（6月 - ）
- スマッシング・パンプキンズ
- セイクレッド・ライク
- ゼントリックス
- D.T.R（1月22日 - ）
- De-LAX
- トード・ザ・ウェット・スプロケット
- Ph.D.
- ヴィーナス・ペーター
- 5ive
- ブラン・ヴァン3000
- フリクション
- ブルータル・トゥルース
- ポータブル・ロック
- ホフディラン
- マルファンクション
- REACTION
- rec*rep
- ロリンズ・バンド（一年限定）

## 活動休止・解散
- あおキング（ - 5月28日）
- アニメタル（ - 10月22日）
- 亜熱帯マジ-SKA爆弾（ - 4月21日）
- YeLLOW Generation（ - 11月15日）
- インビシブルマンズデスベッド（ - 7月）
- ウィグワム
- ARB（ - 3月1日）
- カシオペア（ - 8月1日）
- グランダディ
- GREENMACHiNE（ - 10月8日）
- CRAZE（ - 1月9日）
- CORE OF SOUL（ - 3月24日）
- サム・ガールズ
- Something ELse（ - 10月22日）
- JJ72
- 12.ヒトエ（ - 1月31日）
- Sugar（ - 12月31日）
- SweetS（ - 6月11日）
- SPANK HAPPY（ - 10月22日）
- センティネクス（ - 4月）
- ザ・ダークネス（ - 10月）
- The Jadu
- ザ・ティアーズ
- ザ・D4
- デキシード・ザ・エモンズ（ - 10月28日）
- デス・フロム・アバヴ 1979（ - 8月3日）2011年再結成
- テラー・スクワッド
- ナイトフォール（2010年再結成）
- ネヴァー（ - 9月）同年復活
- NO PLAN
- バイオハザード（2008年活動再開）
- バウ・ワウ・ワウ
- Honey Bee
- PIERROT（ - 4月12日）
- ビスィーチ（2012年再結成）
- The FLARE（ - 3月4日）
- ブレインヴィル
- THE HATE HONEY（ - 3月25日）
- beret（ - 2月22日）
- BOBWIRE
- Vo Vo Tau（ - 3月10日）
- beret（ - 2月22日）
- THE MAD CAPSULE MARKETS（ - 4月）
- RATHER UNIQUE（ - 9月）
- ROSSO
- WAG（ - 12月31日）

## 誕生
| 生年月日・年齢         | 名前                       | 出身         | 職業・所属・備考                             |
| ---------------------- | -------------------------- | ------------ | -------------------------------------------- |
| 2006年1月10日（19歳）  | アンジェリーナ・ジョーダン | ノルウェー   | 歌手                                         |
| 2006年1月18日（19歳）  | 芹澤もあ                   | 東京都       | 歌手・女優・タレント、ukka                   |
| 2006年1月23日（19歳）  | 中瀬智哉                   | 富山県       | ピアニスト                                   |
| 2006年1月28日（19歳）  | 野中ここな                 | 長崎県       | 歌手、さくら学院）                           |
| 2006年1月30日（19歳）  | 佐々木ほのか               | 福岡県       | 歌手、アップアップガールズ（2）/元青SHUN学園 |
| 2006年2月8日（19歳）   | 清水紗良                   | 広島県       | 歌手、STU48                                  |
| 2006年2月20日（19歳）  | 竹内希来里                 | 広島県       | 歌手、日向坂46                               |
| 2006年3月15日（19歳）  | 本田柚萱                   | 台湾         | 歌手、AKB48 Team TP                          |
| 2006年3月19日（19歳）  | 桜木雅哉                   | 東京都       | 歌手・俳優、原因は自分にある。               |
| 2006年4月21日（19歳）  | 工藤陽香                   | 福岡県       | 歌手、元HKT48                                |
| 2006年5月12日（19歳）  | 野々山ひなた               |              | 女優・歌手・TikToker                         |
| 2006年6月13日（18歳）  | 清水在                     | 神奈川県     | 俳優・歌手、スタメンKiDS                     |
| 2006年6月18日（18歳）  | 田中美空                   | 大分県       | 歌手、元Ciào Smiles/さくら学院               |
| 2006年7月14日（18歳）  | 佐藤大志                   | 東京都       | 俳優・歌手、スタメンKiDS                     |
| 2006年7月25日（18歳）  | 渡邉このみ                 | 大阪府       | 元子役・タレント・元歌手                     |
| 2006年8月5日（18歳）   | 須藤琉偉                   | 神奈川県     | 俳優・歌手・モデル、スタメンKiDS             |
| 2006年8月7日（18歳）   | 藤嶌果歩                   | 北海道       | 歌手、日向坂46                               |
| 2006年8月14日（18歳）  | 戸高美湖                   | 広島県       | 歌手、さくら学院                             |
| 2006年9月5日（18歳）   | 平野百菜                   | 愛知県       | 歌手、SKE48                                  |
| 2006年9月5日（18歳）   | ルカ・スタングル           | オーストリア | 歌手                                         |
| 2006年9月6日（18歳）   | 城桧吏                     | 東京都       | 俳優・歌手、スタメンKiDS                     |
| 2006年9月18日（18歳）  | 冨里奈央                   | 千葉県       | 歌手、乃木坂46                               |
| 2006年10月13日（18歳） | 吉田日向                   | 東京都       | 子役、Foorin                                 |
| 2006年10月21日（18歳） | エイミー                   | 群馬県       | 女優・タレント・歌手、STARRY PLANET☆         |
| 2006年10月30日（18歳） | 村田万葉                   | 愛知県       | モデル・タレント・歌手、dela                 |
| 2006年12月2日（18歳）  | 小田将聖                   | 東京都       | 歌手・俳優・タレント、少年忍者               |
| 2006年12月10日（18歳） | 蒼井りるあ                 | 福岡県       | 歌手、ばってん少女隊                         |
| 2006年12月14日（18歳） | 長谷川百々花               | 福島県       | 歌手、元AKB48                                |
| 2006年12月26日（18歳） | 菱田未渚美                 | 兵庫県       | 女優・歌手・ダンサー、mirage2/Girls2         |

## 死去
- 1月6日 - ルー・ロウルズ（ アメリカ合衆国、歌手、*1933年）
- 1月13日 - 本田竹広（岩手県、ジャズピアニスト、*1945年）
- 1月19日 - ウィルソン・ピケット（ アメリカ合衆国、R&B歌手、*1941年）
- 1月22日 - 川田正子（東京都、童謡歌手、*1934年）
- 2月3日 - ロマーノ・ムッソリーニ（ イタリア、ジャズピアニスト、*1927年）
- 2月7日 - 吉田佐（北海道、作曲家、*1937年）
- 2月8日 - 伊福部昭（北海道、作曲家、*1914年）
- 2月15日 - アンドレイ・ペトロフ（ ロシア、作曲家、*1930年）
- 3月6日 - 奥田智重子（千葉県、声楽家、*1915年）
- 3月10日 - アンナ・モッフォ（ アメリカ合衆国、ソプラノ歌手、*1930年?）
- 3月21日 - 宮川泰（北海道、作曲家、*1931年）
- 3月23日 - サラ・コールドウェル（ アメリカ合衆国、指揮者、*1924年）
- 3月31日 - ジャッキー・マクリーン（ アメリカ合衆国、ジャズサクソフォーン奏者、*1931年）
- 4月1日 - アイ高野（東京都、歌手・ドラマー、*1951年）
- 4月5日 - ジーン・ピットニー（ アメリカ合衆国、歌手、*1941年）
- 4月11日 - プルーフ（ アメリカ合衆国、ラップミュージシャン、*1973年）
- 4月24日 - エーリク・ベリマン（ フィンランド、作曲家、*1911年）
- 5月1日 - ラウノ・レティネン（ フィンランド、作曲家、*1932年）
- 5月4日 - 川崎真弘（福岡県、作曲家、*1949年）
- 5月7日 - 松山恵子（愛媛県、演歌歌手、*1938年）
- 5月25日 - デスモンド・デッカー（ ジャマイカ、スカ・レゲエミュージシャン、*1941年）
- 6月6日 - ビリー・プレストン（ アメリカ合衆国、キーボード奏者・歌手、*1946年）
- 6月7日 - 代田銀太郎（長野県、作詞家、*1914年）
- 6月12日 - ジェルジ・リゲティ（ ハンガリー、作曲家、*1923年）
- 6月12日 - 青木智仁（神奈川県、ベーシスト、*1957年）
- 6月13日 - 岩城宏之（東京都、指揮者、*1932年）
- 7月5日 - ドン・ラッシャー（ イギリス、トロンボーン奏者、*1923年）
- 7月9日 - ミラン・ウィリアムズ（ アメリカ合衆国、コモドアーズのメンバー、*1948年）
- 7月10日 - 甲斐智枝美（福岡県、歌手・女優、*1963年）
- 7月23日 - ジョン・マック（ アメリカ合衆国、オーボエ奏者、*1927年）
- 7月24日 - ハインリヒ・ホルライザー（ ドイツ、指揮者、*1913年）
- 8月3日 - エリーザベト・シュヴァルツコップ（ ドイツ、ソプラノ歌手、*1915年）
- 8月23日 - メイナード・ファーガソン（ カナダ、ジャズ・トランペット奏者、*1928年）
- 8月24日 - ジョン・ワインツワイグ（ カナダ、作曲家、*1913年）
- 8月24日 - ジェームズ・テニー（ アメリカ合衆国、作曲家、*1934年）
- 9月1日 - 田中宏幸（大阪府、ベーシスト、*1960年）
- 9月2日 - デューイ・レッドマン（ アメリカ合衆国、ジャズサクソフォーン奏者、*1931年）
- 9月3日 - エヴァ・クナルダール（ ノルウェー、ピアニスト、*1927年）
- 9月4日 - アストリッド・ヴァルナイ（ アメリカ合衆国、ソプラノ歌手、*1918年）
- 9月20日 - アルミン・ジョルダン（ スイス、指揮者、*1932年）
- 9月21日 - ボズ・バレル（ イギリス、元キング・クリムゾンのメンバー、*1946年）
- 9月23日 - マルコム・アーノルド（ イギリス、作曲家、*1921年）
- 9月23日 - アラダー・ペゲ（ ハンガリー、ベーシスト、*1939年）
- 9月26日 - 市川昭介（福島県、作曲家、*1933年）
- 9月30日 - 三原さと志（青島市、歌手、*1935年）
- 10月9日 - マレク・グレフタ（ ポーランド、歌手、*1945年）
- 10月18日 - 高月ことば（愛媛県、作詞家、*1921年）
- 10月22日 - ばってん荒川（熊本県、演歌歌手・俳優、*1937年）
- 11月3日 - 内山田洋（福岡県、歌手・作曲家、*1936年）
- 11月3日 - ポール・モーリア（ フランス、作曲家・編曲家、*1925年）
- 11月9日 - エレン・ウィリス（ アメリカ合衆国、ジャーナリスト・音楽批評家、*1941年）
- 11月10日 - ジェラルド・レヴァート（ アメリカ合衆国、R&B歌手、*1966年）
- 11月11日 - ジャブ・クハニール（ 南アフリカ共和国、ジャズミュージシャン、*1957年）
- 11月17日 - ルース・ブラウン（ アメリカ合衆国、R&B歌手、*1928年）
- 11月21日 - ロバート・ロックウッド・ジュニア（ アメリカ合衆国、ブルースギタリスト・歌手、*1915年）
- 11月27日 - 宮内國郎（東京都、作曲家、*1932年）
- 11月30日 - シャーリー・ウォーカー（ アメリカ合衆国、映画音楽作曲家、*1945年）
- 12月2日 - マリスカ・ヴェレス（ オランダ、歌手、*1947年）
- 12月16日 - プニーナ・ザルツマン（ イスラエル、ピアニスト、*1922年）
- 12月25日 - ジェームス・ブラウン（ アメリカ合衆国、R&B歌手、*1933年）